# Sombernon
Sombernon je naselje in občina v francoskem departmaju Côte-d'Or regije Burgundije. Leta 2007 je naselje imelo 937 prebivalcev.

## Geografija
Kraj leži v pokrajini Burgundiji 29 km zahodno od središča Dijona.

## Uprava
Sombernon je sedež istoimenskega kantona, v katerega so poleg njegove vključene še občine Agey, Ancey, Arcey, Aubigny-lès-Sombernon, Barbirey-sur-Ouche, Baulme-la-Roche, Blaisy-Bas, Blaisy-Haut, Bussy-la-Pesle, Drée, Échannay, Gergueil, Gissey-sur-Ouche, Grenand-lès-Sombernon, Grosbois-en-Montagne, Mâlain, Mesmont, Montoillot, Prâlon, Remilly-en-Montagne, Saint-Anthot, Saint-Jean-de-Bœuf, Sainte-Marie-sur-Ouche, Saint-Victor-sur-Ouche, Savigny-sous-Mâlain, Verrey-sous-Drée jn Vieilmoulin s 5.854 prebivalci.
Kanton Sombernon je sestavni del okrožja Dijon.